# Osma
Pour les articles homonymes, voir Osma (homonymie).
Osma est une commune ou une contrée appartenant à la municipalité de Valdegovía dans la province d'Alava, située dans la Communauté autonome basque en Espagne.